# Sven Gustaf Hedin

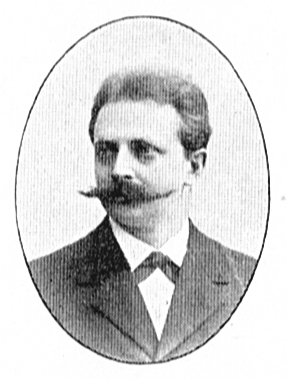

Sven Gustaf Hedin (* 6. Oktober 1859 in Alseda, Jönköpings Land; † 7. November 1933 in Uppsala)  war ein schwedischer Physiologe und Biochemiker. Er entdeckte unabhängig von Albrecht Kossel das Histidin.
Hedin studierte unter anderem Chemie ab 1878 in Uppsala mit dem Kandidatengrad 1881 und der Promotion 1886 (Om pyridinens platinbaser).  Außerdem wurde er 1893 in Lund in Medizin promoviert. 1886 wurde er Dozent für Chemie in Lund und 1895 Laborleiter für experimentelle Physiologie. Von 1900 bis 1907 war er am Lister-Institut in London als Leiter der pathologisch-chemischen Abteilung. 1908 wurde er Professor für medizinische und physiologische Chemie in Uppsala.
Neben seiner Arbeit über Histidin (Zeitschrift für Physiologische Chemie 1896) veröffentlichte er unter anderem über erste Isolierung von Arginin aus Proteinkörpern (Zeitschrift für Physiologische Chemie 1895) und über Trypsin.